# Church of Anthrax
Church of Anthrax est un album de musique minimaliste et de free jazz de John Cale et Terry Riley paru en 1971 chez Columbia Records.

## Titres de l'album
1. Church of Anthrax - 9 min 05 s
2. The Hall of Mirrors in the Palace at Versailles - 7 min 59 s
3. The Soul of Patrick Lee (John Cale) - 2 min 49 s
4. Ides of March - 11 min 03 s
5. The Protege - 2 min 51 s

## Musiciens
- John Cale, orgue, contrebasse, guitare, piano, cymbalum, claviers, violon
- Terry Riley, orgue, piano, claviers, saxophone
- Bobby Colomby, batterie
- Bobby Gregg
- Adam Miller